# Désiré Acket
Désiré Acket (Antwerpen, 4 mei 1905 – ?, 1987) was een Vlaams graficus, houtgraveur en boekbandontwerper.

## Toelichting
Acket maakte vooral naam met kleingrafiek, ex-librissen, kalenderwerken en boekillustraties. Hij illustreerde onder anderen Karel van de Woestijnes Romeo, of de minnaar der Liefde, de Isengrimus van magister Nivardus (vert. Prof. J. van Mierlo, 1946) en Guido Gezelles Veertien Stonden. Voor het Zilveren WB boek uit 1950 maakte een gravure bij een verhaal van Julien Kuypers. Acket voorzag elk van de zes hoofdstukken van de derde druk (1942) van Stijn Streuvels' roman De teleurgang van de waterhoek van illustraties. Acket exposeerde in het Salon 1933 in Gent met "Vastenavond" (Carnaval) en "De bedelaar".
Acket was gehuwd met de eveneens Vlaamse kunstenares Nelly Degouy. Hij was leerling van de Koninklijke Academie en het atelier van Edward Pellens. Hij woonde in de Verdussenstraat 3 in Antwerpen.

## Musea
- Sint-Niklaas, Internationaal Exlibriscentrum